# منشفة إيطالية

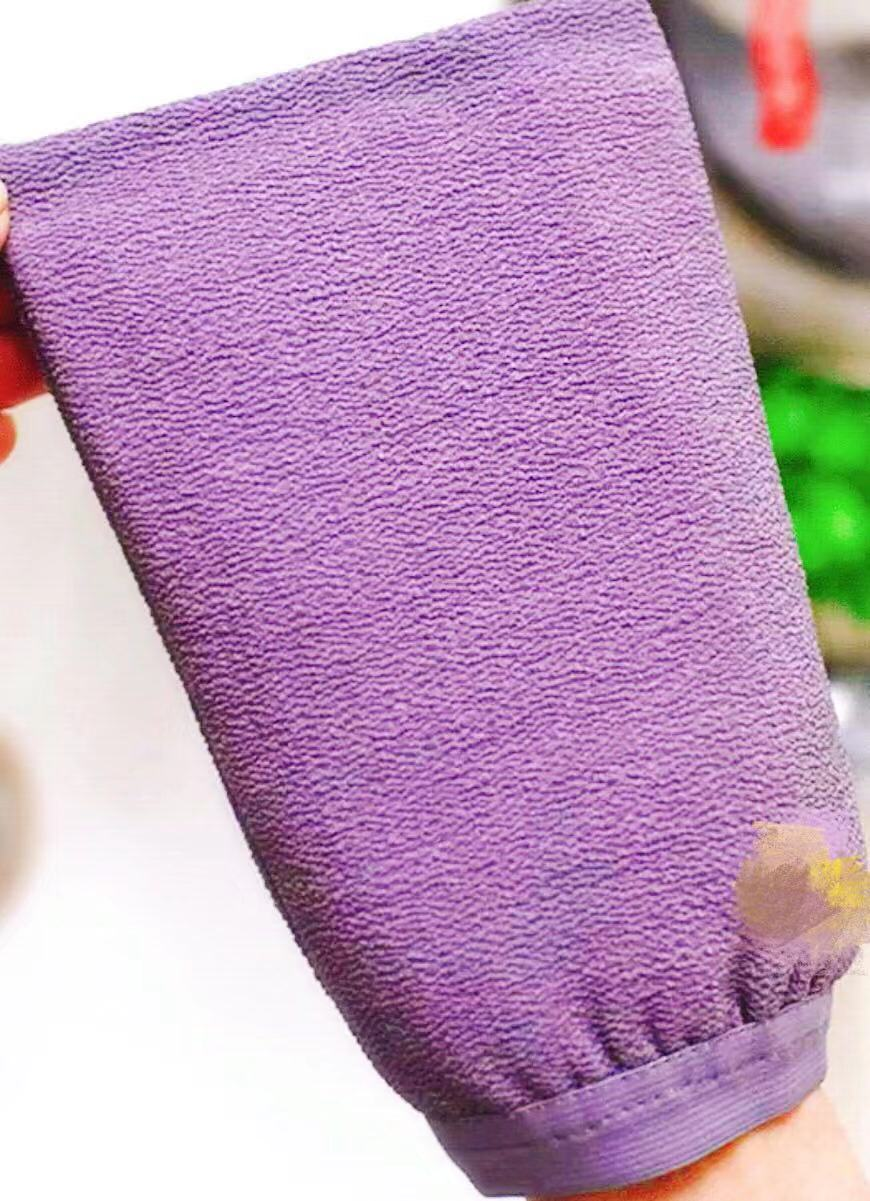
قفاز التقشير

المنشفة الايطالية، ( بالكورية : 이태리 타올) والمعروفة أيضًا باسم قفاز التقشير الكوري أو منشفة التقشير الكورية (اعتمادًا على الشكل) ،  منتج استحمام ينتج على نطاق واسع ،يستخدم لفرك وتقشير الطبقة الخارجية من الجلد؛ اخترعه كيم بيل غون في بوسان  منذ ذلك الحين ، أصبحت منشفة إيطاليا عنصرًا منزليًا في المنازل الكورية وعنصرًا أساسيًا في حمامات الساونا الكورية . تُستخدم منشفة إيطاليا أيضًا في مناطق أخرى من آسيا مثل تايلاند وشمال الصين واليابان .
سمي قفاز التقشير الكوري بالمنشفة الإيطالية لأن قماش الفسكوز المستخدم في صنعه تم استيراده من إيطاليا في ذلك الوقت. تمثل الألوان المختلفة درجات قوى المنشفة ، حيث يكون اللون الأخضر هو الأساس.
وفقًا لاستطلاع أجراه مكتب الملكية الفكرية الكوري في عام 2017 ، تم تصنيف المنشفة الايطالية كواحدة من أفضل عشرة اختراعات تم صنعها داخل البلاد.

## المواد
توجد أنواع مختلفة من المناشف الإيطالية ، حيث تتكون معظم المناشف عادةً من مربعين يتم خياطتهما معًا وتثبيتهما حتى تنتاسب على اليد. المناشف مصنوعة من مواد خشنة مختلفة مثل حرير الفسكوز وقنب السيزال والنايلون . يمثل لون منشفة إيطاليا مدى خشونة الليفة ، حيث يمثل اللون الوردي والأزرق الأكثر نعومة على التوالي. يستخدم اللون الأخضر لتعيين الخشونة الأساسية وهو النوع الأكثر شيوعًا في الاستخدام.

## الاستخدامات
تم تصميم السطح الخشن للمناشف الايطالية لمساعدة المستخدمين على تقشير البشرة بشكل أكثر فعالية بحركة الفرك على الجسم. وقد أوصت كاتبة Vogue مونيكا كيم باستخدام المناشف بعد عدة دقائق من نقعها أو تبليل الجلد للماء لتنعيمه واستخدام صابون لذلك .
يوصي خبراء التقشير الكوري ، أو ttaemiri ، باستخدام المنشفة الايطالية مرة واحدة فقط في الأسبوع لتجنب جفاف الجلد.